# Galaktitol
Galaktitol (také nazývaný dulcitol) je cukerný alkohol, produkt redukce galaktózy; má mírně sladkou chuť. U lidí s nedostatkem enzymu galaktokinázy se vytváří přebytek dulcitolu v oční čočce, což vede k šedému zákalu.